# Собор Рождества Богородицы (Чёрмоз)
Собор Рождества Пресвятой Богородицы в Чёрмозе — православный храм в городе Чёрмоз Ильинского района Пермского края, приходской храм Московского Патриархата, Пермской митрополии, Кудымкарской епархии, Успенского благочиния, освящён в честь праздника Рождества Пресвятой Богородицы.
Адрес на 1917 г.: Пермская губерния, Соликамский уезд, Чёрмозский Завод.
Современный адрес: Пермский край, Ильинский р-н, г. Чёрмоз, ул. Ломоносова, 8.

## История
Храм в Чёрмозе появился не сразу. Заводской люд посещал ближайшую церковь за 5-6 вёрст в Усть-Косьве. Помещики Лазаревы заботились о духовности жителей своего Пермского имения.
Первая деревянная церковь в Чермозе была заложена 4 (15) марта 1783 года на высоком (левом) берегу реки, обрамляя с севера предзаводскую площадь. Она была построена во имя Рождества Богородицы в традициях русского деревянного зодчества, с шатрами и переходами. Колокольня стояла отдельно.
Чёрмоз в то время являлся столицей всех уральских владений Лазаревых, поэтому ими стал задумываться грандиозный для этих мест  собор, впоследствии — главный храм Чёрмозской волости. Поэтому этот храм местные жители до сих пор называют «собором». Каменный храм начал строиться в 1818 году по проекту И.М. Подъячева - крепостного архитектора, который обучался в Петербурге, в Москве и в Риме. В основе проекта классический стиль традиционного для русской архитектуры крестово-купольного храма. Вокруг центрального купола располагались небольшие башенки с колоколами. Тёплый воздух с завода по трубам поступал в храм и обогревал его через специальные полости в стенах здания. Храм имеет много общего с таким архитектурным сооружением как Троицкий собор Данилова монастыря.
Летом 1829 года главный храм в Чёрмозе был построен, но внутренняя отделка продолжалась ещё семь лет. Сам заводовладелец Семён Давыдович Абамелек-Лазарев написал в храме две картины: Стефан Великопермский и Святой Алексий митрополит Московский, а также 24 копии с картин европейских и русских мастеров. Некоторые росписи напоминали римско-католический стиль. Большую часть живописных работ выполняли чермозские крепостные художники, среди которых Камалов, ученик мастера стеновой живописи Ивана Рублёва и Никифор Михайлович Поносов, который обучался у московского мастера цеховых дел Лебедева.
Великолепные росписи внутри храма, выполненные столичными и местными художниками, необычным образом сочетали армянские (помещики Лазаревы имели армянское происхождение) и русские традиции. К настоящему времени сохранились только фрагменты этих росписей.
В январе 1833 г. был освящен правый придел во имя Рождества Иоанна Крестителя, а 1836 г. освятили левый придел в честь Воскрешения Праведнаго Лазаря и центральный алтарь в честь Рождества Пресвятой Богородицы.
В феврале 1846 года в башенки были навешены колокола. Летом 1848 года местный часовой мастер и механик Егор Епишин изготовил и установил на западный фасад храма часы-куранты и механический лунный календарь. Чёрмозские куранты на 3 года старше нынешних кремлёвских, установленных на Спасской башне Московского Кремля, а механический лунный календарь вообще не имеет аналогов в России.
Диаметр обоих циферблатов составляет полтора метра, на одном ведется отсчет часам и минутам (колокола особыми мелодиями отбивают время каждые четверть часа), на другом стрелки показывают дни и месяцы. В лунном секторе диск Луны постепенно выходит из-за одного полукружия, а затем скрывается за другим, показывая растущую фазу Луны, полнолуние, убывающую и новолуние.
В 1853 году сооружена чугунная ограда на цоколе из горнового камня по проекту Ватсона, инженера Сормовского завода. На Кизеловском заводе отлита решетка, общей протяженностью 104 сажени. Чугунные ворота в ограде - произведение местного архитектора Н.А. Быдарина. В церковной ограде на народные деньги воздвигнут памятник-обелиск прославленному заводскому доктору Альберту Эрнестовичу Шрамму, лечившему чермозян с 1873 по 1883 гг. Возле храма К.А. Ромашевым посажены липы.
По „Списку духовенства Пермской епархии на 1898 год“:

101. Чермозского зав(ода) Рождество-Богородицкая церковь: 
 1(-ый) священ(ик) Иоанн Посохин, ок(ончил) к(урс) П(ермской) с(еминарии) имеет камилавку; 
 2(-ой) свящ(енник) Павел Ласин, ок(ончил) к(урс) П(ермской) сем(инарии в) 1884 г(оду), им(еет) скуфью; 
 диак(он) Иона Алекс(еевич) Южаков, ок(ончил) кур(с) С. д(уховного) уч(илища), 1879 г.; 
 на псал(омщической) вак(ансии) диак(он) Василий Львович Конюхов, из причет. клас., 1862 г.; 
 псалом(щик) Александр Изергин, ок(ончил) к(урс) П(ермской) с(еминарии)— В Соликамском уезде. Во 2-м округе
Также в „Справочной книге Пермской епархии на 1912 год“ приводится список соборов и церквей по благочинническим округам, с показанием состава причтов и других сведений:

339. Зав(од) Чермоз, Рождество-Богородицкая церк(овь), каменная, построена 1829 г. Престолов — 3. От консистории 120 в(ёрст), от благочиния — 36 в(ёрст). 2 священника, 1 диакон и 2 псаломщика:

Священник Павел Алекс(еевич) Ласин 49 л(ет), ок(ончил) П(ермскую) дух(уховную) сем(инарию), имеет наперстн(ый) крест Св(ященного) Син(ода). 
 Священник Александр Никол(аевич) Смышляев 42 л(ет), вдов, ок(ончил) П(ермскую) дух(уховную) сем(инарию), имеет наперстный крест Св(ященного) Син(ода). 
 Диакон Андрей Аверк(иевич) Выголов 35 л(ет), ок(ончил) 2-кл(асса) муж(ского) уч(илища). 
 Псаломщик Владимир Васил(ьевич) Предтеченский 26 л(ет), 6 кл(ассов) Сарат(овской) сем(инарии), холост. 
 Псаломщик Александр Вас(ильевич) Конюхов 35 л(ет), об(учался) в П(ермском) дух(овном) уч(илище)— Соликамский уезд, II округ
Храм выполнял функции современного ЗАГСа – в его метрических книгах записывались имена и другие сведения о всех родившихся, умерших, сочетавшихся браком, приехавших и убывших.
В 1928 году в период антирелигиозного террора собор был закрыт, а здание в 1935 году передано Чёрмозскому заводу под клуб металлургов. Вновь здание передано Православной церкви в 1992 году.

## Современное состояние храма
Чёрмозский храм Рождества Пресвятой Богородицы действующий. Его можно посетить в любой день с 9.00 до 17.00, а когда есть праздничные службы — до 20.00. В нём регулярно проходят общественные богослужения, зажигаются свечи, читаются акафисты, совершаются венчания, крещения, отпевания и другие требы.
Реставрация храма ещё не завершена, поэтому богослужения идут только в северном (левом) приделе.